# チャールズ・ホケット
チャールズ・フランシス・ホケット（Charles Francis Hockett、1916年1月17日 – 2000年11月3日）は、アメリカ合衆国の言語学者・人類学者。
アメリカ構造主義言語学の代表的な学者のひとりで、チョムスキーの批判者であった。また、人間の言語が動物のコミュニケーションとどう違うかを指摘したことでも知られる。

## 生涯
ホケットはオハイオ州コロンバスで生まれた。1932年に16歳でオハイオ州立大学に入学した。大学では出版されたばかりのレナード・ブルームフィールドの『言語』を教科書として言語学を学び、その強い影響を受けた。20歳で修士の学位を取得した後にイェール大学に進み、エドワード・サピアやフランクリン・エジャートンらに学んだ。1939年にポタワトミ族の研究によって人類学の博士の学位を取得した。同年ポタワトミ語の文法に関する論文を『Language』に発表している。
太平洋戦争中には陸軍の外国語（主に中国語）教育を担当し、中国語の教科書と辞典を編纂した。戦後は東京で米軍兵士に対する日本語の訓練を行った。
帰国後、1946年にコーネル大学に新設された現代語学部の助教に就任し、中国語を担当した。1957年には人類学も担当し、後に言語学・人類学両方の教授に昇任した。1982年に同大学を退官した。1986年以降はライス大学の特例教授(adjunct professor)に就任し、没するまでその職にあった。
ホケットは1964年にアメリカ言語学会の会長をつとめた。

## 主な著書
初期の著作は中国語に関するものが多い。
- Hockett, Charles F; Fang, Chaoying (1944). Spoken Chinese: Basic Course. New York: Holt

戦時中に書かれた中国語教科書。
- Dictionary of Spoken Chinese. Yale University Press. (1966)

1945年に陸軍用に作られたホケットらの辞書を、のちにロイ・アンドリュー・ミラーらの手で編集出版したもの。
- “Peiping Phonology”. Journal of American Oriental Society 67:  253-267. (1947).
- “Peiping Morphophonemics”. Language 24:  17-131. (1950). JSTOR 410408.

ほかにアメリカ先住民の言語に関する研究も多い。
1950年代以降多くの一般言語学の著作を発表している。ノーム・チョムスキーについては1965年に『文法理論の諸相』が出現して以降批判的になった。
- A Manual of Phonology. Baltimore: Waverley Press. (1955)
- A Course in Modern Linguistics. New York: Macmillan. (1958)

言語学の教科書だが、ホケットの独創的な考えが多く見られる。後に有名になる人間の言語の特徴もここではじめて出現する。
- “The Origin of Speech”. Scientific American 203 (3):  88-96. (1960).

人間の言語が動物の言語と異なる特徴13か条を列挙した。一般向けの記事として書かれ、現在も非常によく知られる。
- The State of the Art. Mouton. (1968)

チョムスキー批判として有名な本。
- Man's Place in Nature. McGraw-Hill. (1973)

人類学の教科書。
- The View from Language: selected essays, 1948-1974. University of Georgia Press. (1977)

過去に書いた14の文章を集めたもの。1955年に『Astounding Science-Fiction』誌に載せたSF仕立ての火星語研究に関する文章を含む。